# Vorst Nationaal
Vorst Nationaal (Frans: Forest National) is een concertzaal, ontstaan in 1970, gelegen in het Brusselse Vorst. Vorst Nationaal heeft een capaciteit van meer dan 8000 toeschouwers. Het is een van de bekendste en best uitgeruste concertzalen in België. Gemiddeld zijn er 130 voorstellingen per jaar. De bouw van de concertzaal kwam er omdat de concerten alsmaar groter werden en te klein voor in de kleinere zalen.
In 1995 volgde er een verbouwing waarbij de capaciteit werd verhoogd en het licht en geluid verbeterd werden. In 2005 waren er plannen voor een nieuwe zaal aan de grens met Drogenbos en Sint-Pieters-Leeuw. Die moest bijna twee keer zo groot worden (12.000 tot 15.000 zitplaatsen) en had er tegen 2010 moeten staan.
Op 3 september 2008 werd echter bekendgemaakt dat de eigenaar van Vorst Nationaal, Music Hall Group NV, afziet van de bouw van een nieuwe concertzaal.
Later waren er plannen van het Brusselse gewest voor een verhuizing naar de Heizel in het kader van het NEO-project. Music Hall kantte zich echter tegen die verhuizing en bleef bij de site in Vorst. De nieuwe concertzaal op de Heizel, Paleis 12, werd ondertussen geopend.
In 2013 nam de Sportpaleis Group de uitbating van de zaal op zich, terwijl Music Hall Group de eigenaar bleef. Het jaar nadien volgde er opnieuw verbouwingen, waarbij de stoelen genummerd werden en nieuwe foyers werden voorzien. Een van deze foyers bevindt zich in een oude backstageruimte waar er een 'Wall Of Fame' gecreëerd werd, doordat artiesten persoonlijke boodschappen op de muur schreven. Deze kan bezocht worden door het publiek.